# ランブイエ
ランブイエ(仏: Rambouillet [ʁɑ̃bujɛ] ( 音声ファイル))は、フランスのパリ近郊、イル＝ド＝フランス地域圏のイヴリーヌ県の都市である。

## 地理
パリの南西約50kmにあり、ランブイエの森(面積22km2)に囲まれている。列車では、パリモンパルナス駅からシャルトル方面へ急行で約30分のところに位置する。

## 歴史

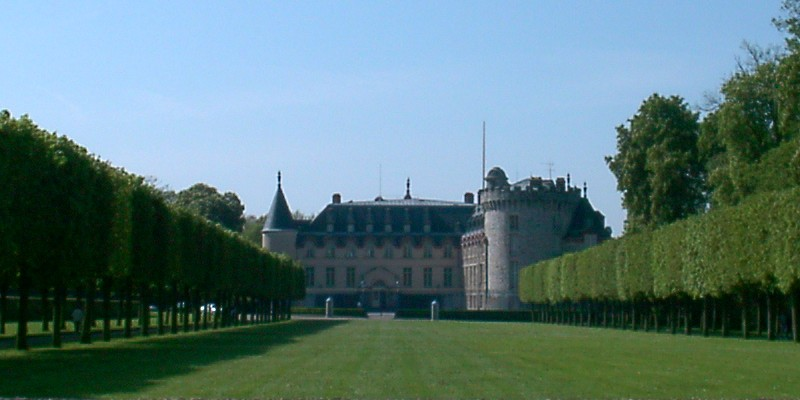
ランブイエ城

1375年に建てられたランブイエ城は、ルイ16世やナポレオン1世も利用していた。現在はフランス大統領の別邸となっており、たびたび、国際的な交渉の場となる。1975年には第1回先進国首脳会議が開かれ、1999年にはコソボ紛争解決のための和平会議が開かれた（ランブイエ合意）。

## ゆかりのある人物
- フランソワ1世 - フランス国王。ランブイエ城で死没
- トゥールーズ伯ルイ・アレクサンドル・ド・ブルボン - ランブイエ城で死没
- マリー・ヴィクトワール・ド・ノアイユ - 上記ルイ・アレクサンドルの妻、下記ルイ・ジャン・マリーの母。ランブイエ城で断続的に居住
- パンティエーヴル公ルイ・ジャン・マリー・ド・ブルボン - ランブイエ城で出生
- ランバル公妃マリー・ルイーズ - ランバル公妃が造らせたランブイエ城のイギリス式庭園風アモー "ラ・ショミエール・オ・コキヤージュ (La chaumière aux coquillages)" は、王妃マリー・アントワネットが賞賛し、プチ・トリアノンの"王妃の村里" のモデルにした。
- ジェレミー・アリアディエール - サッカー選手。当地で出生。

## 姉妹都市
- グレート・ヤーマス、イギリス
- キルヒハイム・ウンター・テック、ドイツ
- ワーテルロー、ベルギー
- サフラ、スペイン